# Boloria atroviridans
Boloria atroviridans är en fjärilsart som beskrevs av Ruggero Verity 1932. Boloria atroviridans ingår i släktet Boloria och familjen praktfjärilar. Inga underarter finns listade i Catalogue of Life.